# Panellinios GS Atena
Panellinios GS Atena (Grčki: Panellinios Gymnastikos Syllogos, odnosno Panellinios GS) je atletsko sportsko društvo iz Atene. Osnovano je 1891. i jedno je od najstarijih sportskih društva u Europi. 

## Košarkaška povijest kluba
Košarkaška momčad Panellinios GS Atene osnovana je 1929. godine. Klub je 6 puta bio prvak grčkog prvenstva (1929., 1939., 1940., 195.3, 1955. i 1957.), a smatralo se da bi klub još koji puta bio prvak grčkog prvenstva, da natjecanje nije prekidano za vrijeme Drugog svjetskog rata. Početkom 1950-ih godina momčad kluba nazivala se Zlatna petorka zbog svojih tadašnjih igrača (Themis Cholevas, Panagiotis Manias, Kostas Papadimas, Mimis Stefanidis, Aristidis Roubanis) i bila dominantna momčad, i u Grčkoj, i u Europi. Klub je 1979. i 1980. završio kao treća najbolja momčad grčkog prvenstva, a 1987. kao finalisti grčkog kupa. 
1990-ih klub je igrao u drugoj i trećoj ligi grčkog prvenstva. 1999. na vlast kluba dolazi nova uprava, kako bi se franšiza natrag vratila u vrh grčke i europske košarke. 2004. klub je izborio povratak u prvu grčku ligu. 

## Trofeji
- Grčko prvenstvo: 1929., 1939., 1940., 1953., 1955., 1957.
- Grčka druga liga: 1987., 2004.

## Poznati igrači
| - Themis Cholevas - Panagiotis Manias - Kostas Papadimas - Mimis Stefanidis - Aristidis Roubanis - Antonis Christeas - Albert Mallah - Vassilis Goumas - Ioannis Georgallis - Michalis Pelekanos - Nikolaos Pappas - Evangelos Sakellariou - Nikos Ekonomou - Dimitrios Tsaldaris - Andreas Glyniadakis - Christos Tsekos - Manolis Papamakarios | - Giorgos Kalaitzis - Prodromos Dreliozis - Giorgos Apostolidis - Nikos Argiropoulos - Gary Trent - Britton Johnsen - Jeff Boschee - Marcus Hatten - Andrae Patterson - Ryan Robertson - Jitim Young - Jamel Thomas - Rick Rickert - Tre Kelley - Anthony Goldwire - Melvin Sanders - Anthony Grundy | - Larry Stewart - Mustafa Shakur - Damir Mulaomerović - Ruben Boumtje-Boumtje - Mamadou N'Diaye - Aleksandar Ćapin - Jurica Golemac - Brad Newley - Ivan Radenović - Miroslav Berić - Stevan Nadjfeji - Juan Mendez - Anatoly Zourpenko - Jan-Hendrik Jagla - Djuro Ostojić |

## Vanjske poveznice
- Službena stranica kluba  Arhivirana inačica izvorne stranice od 15. rujna 2008. (Wayback Machine)
- Službena stranica košarkaškog kluba  Arhivirana inačica izvorne stranice od 7. lipnja 2016. (Wayback Machine)
- Profil  Arhivirana inačica izvorne stranice od 9. lipnja 2008. (Wayback Machine) na ULEBCup.com